# 鹿角郡
- 令制国一覧 > 東山道 > 陸中国 > 鹿角郡
- 日本 > 東北地方 > 秋田県 > 鹿角郡

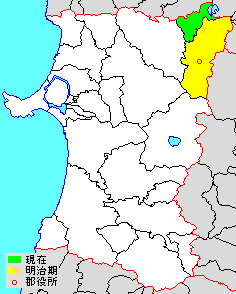
秋田県鹿角郡の範囲（緑：小坂町）

鹿角郡（かづのぐん）は、秋田県（陸奥国・陸中国）の郡である。
人口4,281人、面積201.7km²、人口密度21.2人/km²。（2025年2月1日、推計人口）
以下の1町を含む。
- 小坂町（こさかまち）

## 郡域
明治12年（1879年）に行政区画として発足した当時の郡域は、上記1町に鹿角市を加えた区域にあたる。
米代川上流域に位置し、花輪盆地（鹿角盆地）が広がる。北は十和田湖、南は八幡平を控え、東側は奥羽山脈にさえぎられるなど、四方を青垣山に囲まれた風光明媚な土地である。また古来、金や銅などが盛んに採掘されていた。現在は東北自動車道が通り、盛岡と弘前・青森を結ぶ経路上にある。

## 歴史
鹿角地方は、東北地方北部内陸の辺鄙な地域にもかかわらず、歴史的に注目される地位を保ちつつ、また歴史に翻弄されることもあった。
千数百年前、既に砂金が採掘されていたとか、そのことにより都から貴族等がやってきて荘園化し、またそのことにより都の文化や技術が導入されて狭布、紫根染め、馬などの名産地にもなった。
その後、金とともに銅の一大産地になり、戦国時代以降明治時代を迎えるまで、秋田藩と盛岡藩とで、鹿角の争奪合戦がたびたび繰り返されてきた。江戸幕府でも、鹿角の重要性を認識し、巡見使は都合9回、わざわざ迂回する形で鹿角に入り、実地に藩境や産銅現場を熟覧したのであった。
一方では、これらの地下資源の恩恵を受けて富裕になった土着の武士（商人から武士になった者も含む）は、中央からもたらされる新技術や学問を逸早く吸収した。明治時代に入っても勉学への向上心は引き続き醸成発揮され、十和田湖や八幡平の観光開発、稲作や畑作、果樹、畜産の改良などに果敢に挑戦した。
昭和時代になると、地元民により大湯環状列石が発見されるなど、鹿角市内だけでも、縄文時代～奈良・平安時代～中世にいたる遺跡は416ヶ所（1990年3月現在）にも及ぶ。正に太古からの”まほろば”の地に、鹿角の人々は生活を営んでいる。

### 近代以前の沿革
花輪出身の地理学者である佐々木彦一郎は、「鹿角郡の南部・秋田・津軽三国に対する関係は宛も独・仏の間に狭在するアルサス・ローレイン州の如き関係にあるところである」と記している。
のちの鹿角郡の主要な資源は、天然杉と鉱産物であった。この天然資源をめぐる領有権争いは、鎌倉時代の鹿角四氏（成田・奈良・安保・秋元（秋本）氏）の関東武士団の時代から存在し、鹿角四十二館が建設されて領内の守りが固まってからも変わることはなかった。
室町時代後期、戦乱を経て、東の南部氏の支配が確立した。それでも鹿角郡の地は三藩境に存し、天正18年（1590年）の豊臣秀吉朱印状により、鹿角郡は南部領と確定した。これにより、南部盛岡藩の軍事的拠点となり、津軽領への警戒を怠ることなく、秋田領との境界紛争も絶えることがなかった。寛永16年（1639年）8月、キリシタン山狩事件が発生し、12月、小坂と大館境の山中で、藩境の扱いを発端に両藩士の小競り合いが起きた。延宝6年（1677年）、幕府の検使により、評定所において秋田藩と南部藩との境界を記した絵図を作成して、それを決するに至った。

### 近代以降の沿革
- 幕末時点では陸奥国に所属し、全域が盛岡藩領であった。「旧高旧領取調帳」に記載されている明治初年時点に存在した村は以下の通り[3]。（69村）

松山村、大欠村、神田村、石野村、瀬田石村、毛馬内村、万谷村、荒川村、大地村、小坂村、濁川村、野口村、鳥越村、鴇村、赤坂村、牛馬長根村、長沢村、高清水村、長者久保村、芦名沢村、蟹沢村、中野村、関上村、腰廻村、大湯村、根市村、箒畑村、風張村、宮野平村、倉沢村、一本木村、草木村、寺坂村、小枝指村、小平村、新斗米村、冠田村、室田村、沢尻村、浜田村、古川村、花輪村、鏡田村、狐平村、高屋村、大里村、小豆沢村、久保田村、湯瀬村、長嶺村、谷内村、夏井村、三ヶ田村、川部村、長内村、臼欠村、長牛村、柴内村、鶴田村、上台村、高市村、乳牛村、甘露村、尾去村、松館村、石鳥谷村、三ツ矢沢村、土深井村、花軒田村
- 幕末 - 赤坂村が牛馬長根村に編入。（68村）
- 明治元年
  - 12月7日（1869年1月19日）
    - 陸奥国が分割され、本郡は陸中国の所属となる。
    - 戊辰戦争後の盛岡藩への処分により弘前藩取締地となる。

  - 12月24日（1869年2月5日） - 盛岡藩が転封されて磐城白石藩となる。
- 明治2年
  - 2月8日（1869年3月20日） - 鹿角郡が弘前藩の管轄に反対する一揆の発生により黒羽藩取締地に変更となり、北奥県を称する[6]。
  - 8月7日（1869年9月12日） - 北奥県の区域をもって九戸県を設置。
  - 9月13日（1869年10月17日） - 九戸県が八戸県に改称。
  - 9月19日（1869年10月23日） - 八戸県が八戸藩との混同を避けるため三戸県に改称。
  - 11月28日（1869年12月30日） - 三戸県が分割され、鹿角郡を含む地区は江刺県に編入される（残部は斗南藩が立藩）。
- 明治4年
  - 11月2日（1871年12月13日） - 第1次府県統合により秋田県の管轄となる。
  - 小坂村より小坂鉱山が分立。（69村）
- 明治6年（1873年） - 尾去村より尾去沢鉱山村が分立。（70村）
- 明治9年（1876年） - 地租改正の実施にともない以下の町村が統合（一部の村は明治10年に正式発足）。（23村）
  - 末広村 ← 松山村、大欠村、神田村、土深井村
  - 荒谷村 ← 万谷村、荒川村
  - 上向村 ← 鳥越村、鴇村、牛馬長根村、長沢村
  - 山根村 ← 高清水村、長者久保村、芦名沢村
  - 岡田村 ← 蟹沢村、中野村
  - 平元村 ← 寺坂村、小枝指村、小平村、新斗米村
  - 錦木村 ← 冠田村、室田村、沢尻村、浜田村、古川村
  - 宮麓村 ← 大里村、小豆沢村、湯瀬村
  - 長谷川村 ← 長嶺村、谷内村、川部村
  - 長井田村 ← 夏井村、三ヶ田村、長内村、臼欠村、長牛村
  - 松谷村 ← 松館村、石鳥谷村
  - 石野村が瀬田石村に、濁川村・野口村が小坂村に、関上村・腰廻村・根市村・箒畑村・風張村・宮野平村・倉沢村・一本木村が大湯村に、鏡田村・狐平村・高屋村・久保田村・甘露村・花軒田村が花輪村に、鶴田村・上台村・高市村・乳牛村が柴内村にそれぞれ編入。
- 明治12年（1879年）12月23日 - 郡区町村編制法の秋田県での施行により、行政区画としての鹿角郡が発足。郡役所が花輪村に設置。

### 町村制施行後の沿革

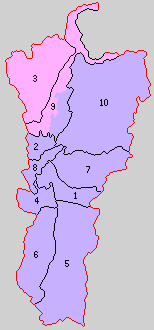
1.花輪町 2.毛馬内町 3.小坂村 4.尾去沢村 5.宮川村 6.曙村 7.柴平村 8.錦木村 9.七滝村 10.大湯村（紫：鹿角市 桃：小坂町）

- 明治22年（1889年）4月1日 - 町村制の施行により、以下の町村が発足。特記以外は全域が現・鹿角市。（2町8村）
  - 花輪町（花輪村が単独町制）
  - 毛馬内町 ← 毛馬内村、岡田村、瀬田石村
  - 小坂村 ← 小坂村、小坂鉱山（現・小坂町）
  - 尾去沢村 ← 尾去村、尾去沢鉱山村、三ツ矢沢村
  - 宮川村 ← 宮麓村、長谷川村
  - 曙村 ← 長井田村、松谷村
  - 柴平村 ← 柴内村、平元村
  - 錦木村 ← 錦木村、末広村
  - 七滝村 ← 荒谷村、大地村（現・小坂町）、上向村（現・鹿角市、小坂町）、山根村
  - 大湯村 ← 大湯村、草木村
- 明治24年（1891年）4月1日 - 郡制を施行。
- 大正3年（1914年）5月12日 - 小坂村が町制施行して小坂町となる。（3町7村）
- 大正12年（1923年）4月1日 - 郡会が廃止。郡役所は存続。
- 大正15年（1926年）7月1日 - 郡役所が廃止。以降は地域区分名称となる。
- 昭和3年（1928年）11月1日 - 大湯村が町制施行して大湯町となる。（4町6村）
- 昭和10年（1935年）時点での当郡の面積は937.02平方km、人口は59,916人（男29,989人・女29,927人）[7]。
- 昭和11年（1936年）10月1日 - 尾去沢村が町制施行して尾去沢町となる。（5町5村）
- 昭和30年（1955年）
  - 3月31日 - 毛馬内町・錦木村が合併して十和田町が発足。（5町4村）
  - 4月1日 - 小坂町・七滝村が合併し、改めて小坂町が発足。（5町3村）
- 昭和31年（1956年）
  - 3月20日 - 小坂町の一部（大字山根および大字上向の一部[8]）が十和田町に編入。
  - 6月15日 - 宮川村・曙村が合併して八幡平村が発足。（5町2村）
  - 9月30日（4町1村）
    - 花輪町・柴平村が合併し、改めて花輪町が発足。
    - 十和田町・大湯町が合併し、改めて十和田町が発足。
- 昭和47年（1972年）4月1日 - 花輪町・尾去沢町・十和田町・八幡平村が合併して鹿角市が発足し、郡より離脱。（1町）

### 変遷表
| 明治9年以前 | 明治9年以前               | 明治9年以前               | 明治9年 （明治10年） | 明治22年 4月1日 町村制施行 | 明治22年 - 大正15年        | 昭和元年 - 昭和30年           | 昭和31年 - 昭和40年            | 昭和31年 - 昭和40年      | 昭和41年 - 現在       | 現在   |
| ----------- | ------------------------- | ------------------------- | -------------------- | -------------------------- | -------------------------- | ----------------------------- | ------------------------------ | ------------------------ | --------------------- | ------ |
| 花輪村      | 花輪村                    | 花輪村                    | 花輪村               | 花輪町                     | 花輪町                     | 花輪町                        | 昭和31年9月30日 花輪町         | 昭和31年9月30日 花輪町   | 昭和47年4月1日 鹿角市 | 鹿角市 |
| 久保田村    |                           |                           | 花輪村               | 花輪町                     | 花輪町                     | 花輪町                        | 昭和31年9月30日 花輪町         | 昭和31年9月30日 花輪町   | 昭和47年4月1日 鹿角市 | 鹿角市 |
| 花軒田村    |                           |                           | 花輪村               | 花輪町                     | 花輪町                     | 花輪町                        | 昭和31年9月30日 花輪町         | 昭和31年9月30日 花輪町   | 昭和47年4月1日 鹿角市 | 鹿角市 |
| 高屋村      |                           |                           | 花輪村               | 花輪町                     | 花輪町                     | 花輪町                        | 昭和31年9月30日 花輪町         | 昭和31年9月30日 花輪町   | 昭和47年4月1日 鹿角市 | 鹿角市 |
| 狐平鏡村    |                           |                           | 花輪村               | 花輪町                     | 花輪町                     | 花輪町                        | 昭和31年9月30日 花輪町         | 昭和31年9月30日 花輪町   | 昭和47年4月1日 鹿角市 | 鹿角市 |
| 甘露村      |                           |                           | 花輪村               | 花輪町                     | 花輪町                     | 花輪町                        | 昭和31年9月30日 花輪町         | 昭和31年9月30日 花輪町   | 昭和47年4月1日 鹿角市 | 鹿角市 |
| 柴内村      | 柴内村                    | 柴内村                    | 柴内村               | 柴平村                     | 柴平村                     | 柴平村                        | 昭和31年9月30日 花輪町         | 昭和31年9月30日 花輪町   | 昭和47年4月1日 鹿角市 | 鹿角市 |
| 乳牛村      |                           |                           | 柴内村               | 柴平村                     | 柴平村                     | 柴平村                        | 昭和31年9月30日 花輪町         | 昭和31年9月30日 花輪町   | 昭和47年4月1日 鹿角市 | 鹿角市 |
| 上台村      |                           |                           | 柴内村               | 柴平村                     | 柴平村                     | 柴平村                        | 昭和31年9月30日 花輪町         | 昭和31年9月30日 花輪町   | 昭和47年4月1日 鹿角市 | 鹿角市 |
| 鶴田村      |                           |                           | 柴内村               | 柴平村                     | 柴平村                     | 柴平村                        | 昭和31年9月30日 花輪町         | 昭和31年9月30日 花輪町   | 昭和47年4月1日 鹿角市 | 鹿角市 |
| 高市村      |                           |                           | 柴内村               | 柴平村                     | 柴平村                     | 柴平村                        | 昭和31年9月30日 花輪町         | 昭和31年9月30日 花輪町   | 昭和47年4月1日 鹿角市 | 鹿角市 |
| 小枝指村    | 小枝指村                  | 小枝指村                  | 平元村               | 柴平村                     | 柴平村                     | 柴平村                        | 昭和31年9月30日 花輪町         | 昭和31年9月30日 花輪町   | 昭和47年4月1日 鹿角市 | 鹿角市 |
| 小平村      |                           |                           | 平元村               | 柴平村                     | 柴平村                     | 柴平村                        | 昭和31年9月30日 花輪町         | 昭和31年9月30日 花輪町   | 昭和47年4月1日 鹿角市 | 鹿角市 |
| 新斗米村    |                           |                           | 平元村               | 柴平村                     | 柴平村                     | 柴平村                        | 昭和31年9月30日 花輪町         | 昭和31年9月30日 花輪町   | 昭和47年4月1日 鹿角市 | 鹿角市 |
| 尾去村      | 尾去村                    | 尾去村                    | 尾去村               | 尾去沢村                   | 尾去沢村                   | 昭和11年10月1日 町制 尾去沢町 | 尾去沢町                       | 尾去沢町                 | 昭和47年4月1日 鹿角市 | 鹿角市 |
| 尾去村      | 明治6年 分立 尾去沢鉱山村 | 明治6年 分立 尾去沢鉱山村 | 尾去沢鉱山村         | 尾去沢村                   | 尾去沢村                   | 昭和11年10月1日 町制 尾去沢町 | 尾去沢町                       | 尾去沢町                 | 昭和47年4月1日 鹿角市 | 鹿角市 |
| 三ツ矢沢村  | 三ツ矢沢村                | 三ツ矢沢村                | 三ツ矢沢村           | 尾去沢村                   | 尾去沢村                   | 昭和11年10月1日 町制 尾去沢町 | 尾去沢町                       | 尾去沢町                 | 昭和47年4月1日 鹿角市 | 鹿角市 |
| 小豆沢村    | 小豆沢村                  | 小豆沢村                  | 宮麓村               | 宮川村                     | 宮川村                     | 宮川村                        | 昭和31年6月15日 八幡平村       | 昭和31年6月15日 八幡平村 | 昭和47年4月1日 鹿角市 | 鹿角市 |
| 大里村      |                           |                           | 宮麓村               | 宮川村                     | 宮川村                     | 宮川村                        | 昭和31年6月15日 八幡平村       | 昭和31年6月15日 八幡平村 | 昭和47年4月1日 鹿角市 | 鹿角市 |
| 湯瀬村      |                           |                           | 宮麓村               | 宮川村                     | 宮川村                     | 宮川村                        | 昭和31年6月15日 八幡平村       | 昭和31年6月15日 八幡平村 | 昭和47年4月1日 鹿角市 | 鹿角市 |
| 谷内村      | 谷内村                    | 谷内村                    | 長谷川村             | 宮川村                     | 宮川村                     | 宮川村                        | 昭和31年6月15日 八幡平村       | 昭和31年6月15日 八幡平村 | 昭和47年4月1日 鹿角市 | 鹿角市 |
| 長嶺村      |                           |                           | 長谷川村             | 宮川村                     | 宮川村                     | 宮川村                        | 昭和31年6月15日 八幡平村       | 昭和31年6月15日 八幡平村 | 昭和47年4月1日 鹿角市 | 鹿角市 |
| 川部村      |                           |                           | 長谷川村             | 宮川村                     | 宮川村                     | 宮川村                        | 昭和31年6月15日 八幡平村       | 昭和31年6月15日 八幡平村 | 昭和47年4月1日 鹿角市 | 鹿角市 |
| 長内村      | 長内村                    | 長内村                    | 宮川村               | 曙村                       | 曙村                       | 曙村                          | 昭和31年6月15日 八幡平村       | 昭和31年6月15日 八幡平村 | 昭和47年4月1日 鹿角市 | 鹿角市 |
| 夏井村      |                           |                           | 宮川村               | 曙村                       | 曙村                       | 曙村                          | 昭和31年6月15日 八幡平村       | 昭和31年6月15日 八幡平村 | 昭和47年4月1日 鹿角市 | 鹿角市 |
| 長牛村      |                           |                           | 宮川村               | 曙村                       | 曙村                       | 曙村                          | 昭和31年6月15日 八幡平村       | 昭和31年6月15日 八幡平村 | 昭和47年4月1日 鹿角市 | 鹿角市 |
| 白欠村      |                           |                           | 宮川村               | 曙村                       | 曙村                       | 曙村                          | 昭和31年6月15日 八幡平村       | 昭和31年6月15日 八幡平村 | 昭和47年4月1日 鹿角市 | 鹿角市 |
| 三ヶ田村    |                           |                           | 宮川村               | 曙村                       | 曙村                       | 曙村                          | 昭和31年6月15日 八幡平村       | 昭和31年6月15日 八幡平村 | 昭和47年4月1日 鹿角市 | 鹿角市 |
| 松館村      | 松館村                    | 松館村                    | 松谷村               | 曙村                       | 曙村                       | 曙村                          | 昭和31年6月15日 八幡平村       | 昭和31年6月15日 八幡平村 | 昭和47年4月1日 鹿角市 | 鹿角市 |
| 石鳥谷村    |                           |                           | 松谷村               | 曙村                       | 曙村                       | 曙村                          | 昭和31年6月15日 八幡平村       | 昭和31年6月15日 八幡平村 | 昭和47年4月1日 鹿角市 | 鹿角市 |
| 大湯村      | 大湯村                    | 大湯村                    | 大湯村               | 大湯村                     | 大湯村                     | 昭和3年11月1日 町制 大湯町    | 大湯町                         | 昭和31年9月30日 十和田町 | 昭和47年4月1日 鹿角市 | 鹿角市 |
| 宮野平村    |                           |                           | 大湯村               | 大湯村                     | 大湯村                     | 昭和3年11月1日 町制 大湯町    | 大湯町                         | 昭和31年9月30日 十和田町 | 昭和47年4月1日 鹿角市 | 鹿角市 |
| 倉沢村      |                           |                           | 大湯村               | 大湯村                     | 大湯村                     | 昭和3年11月1日 町制 大湯町    | 大湯町                         | 昭和31年9月30日 十和田町 | 昭和47年4月1日 鹿角市 | 鹿角市 |
| 一本木村    |                           |                           | 大湯村               | 大湯村                     | 大湯村                     | 昭和3年11月1日 町制 大湯町    | 大湯町                         | 昭和31年9月30日 十和田町 | 昭和47年4月1日 鹿角市 | 鹿角市 |
| 風張村      |                           |                           | 大湯村               | 大湯村                     | 大湯村                     | 昭和3年11月1日 町制 大湯町    | 大湯町                         | 昭和31年9月30日 十和田町 | 昭和47年4月1日 鹿角市 | 鹿角市 |
| 関上村      |                           |                           | 大湯村               | 大湯村                     | 大湯村                     | 昭和3年11月1日 町制 大湯町    | 大湯町                         | 昭和31年9月30日 十和田町 | 昭和47年4月1日 鹿角市 | 鹿角市 |
| 箒畑村      |                           |                           | 大湯村               | 大湯村                     | 大湯村                     | 昭和3年11月1日 町制 大湯町    | 大湯町                         | 昭和31年9月30日 十和田町 | 昭和47年4月1日 鹿角市 | 鹿角市 |
| 根市村      |                           |                           | 大湯村               | 大湯村                     | 大湯村                     | 昭和3年11月1日 町制 大湯町    | 大湯町                         | 昭和31年9月30日 十和田町 | 昭和47年4月1日 鹿角市 | 鹿角市 |
| 腰廻村      |                           |                           | 大湯村               | 大湯村                     | 大湯村                     | 昭和3年11月1日 町制 大湯町    | 大湯町                         | 昭和31年9月30日 十和田町 | 昭和47年4月1日 鹿角市 | 鹿角市 |
| 二本柳村    | 二本柳村                  | 二本柳村                  | 草木村               | 大湯村                     | 大湯村                     | 昭和3年11月1日 町制 大湯町    | 大湯町                         | 昭和31年9月30日 十和田町 | 昭和47年4月1日 鹿角市 | 鹿角市 |
| 中草木村    |                           |                           | 草木村               | 大湯村                     | 大湯村                     | 昭和3年11月1日 町制 大湯町    | 大湯町                         | 昭和31年9月30日 十和田町 | 昭和47年4月1日 鹿角市 | 鹿角市 |
| 下草木村    |                           |                           | 草木村               | 大湯村                     | 大湯村                     | 昭和3年11月1日 町制 大湯町    | 大湯町                         | 昭和31年9月30日 十和田町 | 昭和47年4月1日 鹿角市 | 鹿角市 |
| 円館村      |                           |                           | 草木村               | 大湯村                     | 大湯村                     | 昭和3年11月1日 町制 大湯町    | 大湯町                         | 昭和31年9月30日 十和田町 | 昭和47年4月1日 鹿角市 | 鹿角市 |
| 毛馬内村    | 毛馬内村                  | 毛馬内村                  | 毛馬内村             | 毛馬内町                   | 毛馬内町                   | 昭和30年3月31日 十和田町      | 十和田町                       | 昭和31年9月30日 十和田町 | 昭和47年4月1日 鹿角市 | 鹿角市 |
| 蟹沢村      | 蟹沢村                    | 蟹沢村                    | 岡田村               | 毛馬内町                   | 毛馬内町                   | 昭和30年3月31日 十和田町      | 十和田町                       | 昭和31年9月30日 十和田町 | 昭和47年4月1日 鹿角市 | 鹿角市 |
| 中野村      |                           |                           | 岡田村               | 毛馬内町                   | 毛馬内町                   | 昭和30年3月31日 十和田町      | 十和田町                       | 昭和31年9月30日 十和田町 | 昭和47年4月1日 鹿角市 | 鹿角市 |
| 瀬田牛村    | 瀬田牛村                  | 瀬田牛村                  | 瀬田牛村             | 毛馬内町                   | 毛馬内町                   | 昭和30年3月31日 十和田町      | 十和田町                       | 昭和31年9月30日 十和田町 | 昭和47年4月1日 鹿角市 | 鹿角市 |
| 室田村      | 室田村                    | 室田村                    | 錦木村               | 錦木村                     | 錦木村                     | 昭和30年3月31日 十和田町      | 十和田町                       | 昭和31年9月30日 十和田町 | 昭和47年4月1日 鹿角市 | 鹿角市 |
| 冠田村      |                           |                           | 錦木村               | 錦木村                     | 錦木村                     | 昭和30年3月31日 十和田町      | 十和田町                       | 昭和31年9月30日 十和田町 | 昭和47年4月1日 鹿角市 | 鹿角市 |
| 沢尻村      |                           |                           | 錦木村               | 錦木村                     | 錦木村                     | 昭和30年3月31日 十和田町      | 十和田町                       | 昭和31年9月30日 十和田町 | 昭和47年4月1日 鹿角市 | 鹿角市 |
| 浜田村      |                           |                           | 錦木村               | 錦木村                     | 錦木村                     | 昭和30年3月31日 十和田町      | 十和田町                       | 昭和31年9月30日 十和田町 | 昭和47年4月1日 鹿角市 | 鹿角市 |
| 古川村      |                           |                           | 錦木村               | 錦木村                     | 錦木村                     | 昭和30年3月31日 十和田町      | 十和田町                       | 昭和31年9月30日 十和田町 | 昭和47年4月1日 鹿角市 | 鹿角市 |
| 神田村      | 神田村                    | 神田村                    | 末広村               | 錦木村                     | 錦木村                     | 昭和30年3月31日 十和田町      | 十和田町                       | 昭和31年9月30日 十和田町 | 昭和47年4月1日 鹿角市 | 鹿角市 |
| 松山村      |                           |                           | 末広村               | 錦木村                     | 錦木村                     | 昭和30年3月31日 十和田町      | 十和田町                       | 昭和31年9月30日 十和田町 | 昭和47年4月1日 鹿角市 | 鹿角市 |
| 大欠村      |                           |                           | 末広村               | 錦木村                     | 錦木村                     | 昭和30年3月31日 十和田町      | 十和田町                       | 昭和31年9月30日 十和田町 | 昭和47年4月1日 鹿角市 | 鹿角市 |
| 土深井村    |                           |                           | 末広村               | 錦木村                     | 錦木村                     | 昭和30年3月31日 十和田町      | 十和田町                       | 昭和31年9月30日 十和田町 | 昭和47年4月1日 鹿角市 | 鹿角市 |
| 高清水村    | 高清水村                  | 高清水村                  | 山根村               | 七滝村                     | 七滝村                     | 昭和30年4月1日 小坂町         | 昭和31年3月20日 十和田町に編入 | 昭和31年9月30日 十和田町 | 昭和47年4月1日 鹿角市 | 鹿角市 |
| 長者久保村  |                           |                           | 山根村               | 七滝村                     | 七滝村                     | 昭和30年4月1日 小坂町         | 昭和31年3月20日 十和田町に編入 | 昭和31年9月30日 十和田町 | 昭和47年4月1日 鹿角市 | 鹿角市 |
| 芦名沢村    |                           |                           | 山根村               | 七滝村                     | 七滝村                     | 昭和30年4月1日 小坂町         | 昭和31年3月20日 十和田町に編入 | 昭和31年9月30日 十和田町 | 昭和47年4月1日 鹿角市 | 鹿角市 |
| 赤坂村      | 幕末 牛馬長根村 に合併    | （一部）                  | 上向村               | 七滝村                     | 七滝村                     | 昭和30年4月1日 小坂町         | 昭和31年3月20日 十和田町に編入 | 昭和31年9月30日 十和田町 | 昭和47年4月1日 鹿角市 | 鹿角市 |
| 赤坂村      | 幕末 牛馬長根村 に合併    | （残部）                  | 上向村               | 七滝村                     | 七滝村                     | 昭和30年4月1日 小坂町         | 小坂町                         | 小坂町                   | 小坂町                | 小坂町 |
| 牛馬長根村  |                           | （残部）                  | 上向村               | 七滝村                     | 七滝村                     | 昭和30年4月1日 小坂町         | 小坂町                         | 小坂町                   | 小坂町                | 小坂町 |
| 鳥越村      |                           | （残部）                  | 上向村               | 七滝村                     | 七滝村                     | 昭和30年4月1日 小坂町         | 小坂町                         | 小坂町                   | 小坂町                | 小坂町 |
| 鴇村        |                           | （残部）                  | 上向村               | 七滝村                     | 七滝村                     | 昭和30年4月1日 小坂町         | 小坂町                         | 小坂町                   | 小坂町                | 小坂町 |
| 長沢村      |                           | （残部）                  | 上向村               | 七滝村                     | 七滝村                     | 昭和30年4月1日 小坂町         | 小坂町                         | 小坂町                   | 小坂町                | 小坂町 |
| 万谷村      | 万谷村                    | 万谷村                    | 荒谷村               | 七滝村                     | 七滝村                     | 昭和30年4月1日 小坂町         | 小坂町                         | 小坂町                   | 小坂町                | 小坂町 |
| 荒川村      |                           |                           | 荒谷村               | 七滝村                     | 七滝村                     | 昭和30年4月1日 小坂町         | 小坂町                         | 小坂町                   | 小坂町                | 小坂町 |
| 大地村      | 大地村                    | 大地村                    | 大地村               | 七滝村                     | 七滝村                     | 昭和30年4月1日 小坂町         | 小坂町                         | 小坂町                   | 小坂町                | 小坂町 |
| 小坂村      | 明治4年 分立 小坂鉱山     | 明治4年 分立 小坂鉱山     | 小坂鉱山             | 小坂村                     | 大正3年5月12日 町制 小坂町 | 昭和30年4月1日 小坂町         | 小坂町                         | 小坂町                   | 小坂町                | 小坂町 |
| 小坂村      | 小坂村                    | 小坂村                    | 小坂村               | 小坂村                     | 大正3年5月12日 町制 小坂町 | 昭和30年4月1日 小坂町         | 小坂町                         | 小坂町                   | 小坂町                | 小坂町 |
| 濁川村      |                           |                           | 小坂村               | 小坂村                     | 大正3年5月12日 町制 小坂町 | 昭和30年4月1日 小坂町         | 小坂町                         | 小坂町                   | 小坂町                | 小坂町 |
| 野口村      |                           |                           | 小坂村               | 小坂村                     | 大正3年5月12日 町制 小坂町 | 昭和30年4月1日 小坂町         | 小坂町                         | 小坂町                   | 小坂町                | 小坂町 |

## 街道
郡内にあった街道は以下の通りである。このうち濁川街道は現代の国道282号および東北自動車道に相当する。
- 鹿角街道 － 盛岡 ～ 花輪・毛馬内 ～ 盛岡、～ 大館
- 濁川街道 － 毛馬内 ～ 小坂 ～ 碇ヶ関村
- 来満街道 － 毛馬内 ～ 大湯 ～ 三戸地方

## 民俗文化
郡内には次のような民俗文化がある。
- 小坂七夕
- 毛馬内の盆踊
- 大湯大太鼓
- 花輪ねぷた
- 花輪ばやし
- 花輪の町踊り

### 方言
鹿角地方はもともと米代川流域に位置しているため、概括的には秋田弁に包括されるが、江戸時代は盛岡藩（南部領）の支配下にあったため、南部弁（主として岩手県内陸北部の方言）の影響を強く受けている。また北側は青森県（津軽地方）に接しているため、津軽弁と共通するところもある。
修飾性が弱く素朴な感じの秋田弁、やや短絡的な傾向が感じられる津軽弁などに対して、鹿角弁は、南部弁の持つ軟らかい言い回しに、更に都（主として京都）の言葉遣いが随所にみられるなど、奥ゆかしく温もりのある方言である。
鹿角方言を研究した代表的な著作物に、以下の2編がある。
- 昭和11年9月5日発行、内田武志著『鹿角方言集』

著者の内田武志（1907年～1980年）は、父の勤務する尾去沢鉱山永田発電所（水力）の近くで幼少期を過ごしたので、その頃の記憶などを基に本書はまとめられた。永田発電所は、八幡平を間近に望む山間の地にあり、その辺りに暮す人々や生活習慣は、いわゆる”山村”であった。したがって、収録されている方言は、素朴な農山村の生活振りを彷彿とさせる。
- 昭和28年6月1日初版発行、大里武八郎著『鹿角方言考』

著者の大里武八郎（1872年～1972年）は、台湾の高等法院長などを歴任した博学の人である。退職後は花輪（現鹿角市花輪）に帰郷し、主として”マチ”の人々や生活習慣を調査研究するなどしてとりまとめ、本書を著わした。

## 行政
歴代郡長
| 代 | 氏名 | 就任年月日                 | 退任年月日                | 備考                   |
| -- | ---- | -------------------------- | ------------------------- | ---------------------- |
| 1  |      | 明治11年（1878年）12月23日 |                           |                        |
|    |      |                            | 大正15年（1926年）6月30日 | 郡役所廃止により、廃官 |

## 市町村合併
昭和40年代後半の鹿角郡内の大型合併の際は小坂町を含めた合併案があったが、小坂町のみ単独町制を志向し、残りの3町1村が合併して鹿角市となった。
平成の大合併において小坂町は当初、鹿角市との任意合併協議会と大館市および北秋田郡比内町・田代町との任意合併協議会の両方に参加したが、結局どちらとも合併せず単独町制を継続することになった。